# Nadar (kast)
Nadar är en huvudsakligen tamiltalande kast i södra Indien.
Ursprungligen en låg kast har nadar genomgått en social förändring. Först omvände sig många medlemmar av kasten under 1800-talet till kristendomen, sedan började man utbilda sig, under brittisk tid ofta i de många missionsskolorna. Idag[när?] är omkring 40% av kastens medlemmar kristna, och från att i äldre tid haft lägre sysslor inom jordbruket är man idag ofta sysselsatta i småföretag, särskilt inom handeln.[källa behövs]